# Лусаїл (траса)
Міжнародний трек Лусаїл (англ. Losail International Circuit) — автомотодром, розташований недалеко від Дохи — столиці Катару. Трек будувало 1000 працівників за менше ніж рік часу. Вартість будівництва склала 58 млн.$. Лусаїл відкритий в 2004 році. Перемогу на першому Гран-Прі «Marlboro Гран-прі Катару» здобув Сете Жібернау.

## Опис траси
Довжина кільця становить 5 380 метрів, протяжність основної прямої — трохи більше кілометра, 1068 метрів. Траса оточена навколо штучним газоном для того, щоб зупинити пісок, який постійно переносить вітер в районі розташування траси. У 2007 році на Лусаїлі було встановлене зовнішнє освітлення для проведення гонок в темний період доби. На той час, освітлення автомотодрому Лусаїл було найбільшим постійним місцем освітлення спортивних проєктів у світі. Першою нічною гонкою в історії MotoGP був «Commercialbank Гран-прі Катару» в березні 2008 року. Відтоді щороку кожен етап Гран-Прі Катару проходить вночі і це є єдина така гонка в календарі MotoGP.

### Освітлення

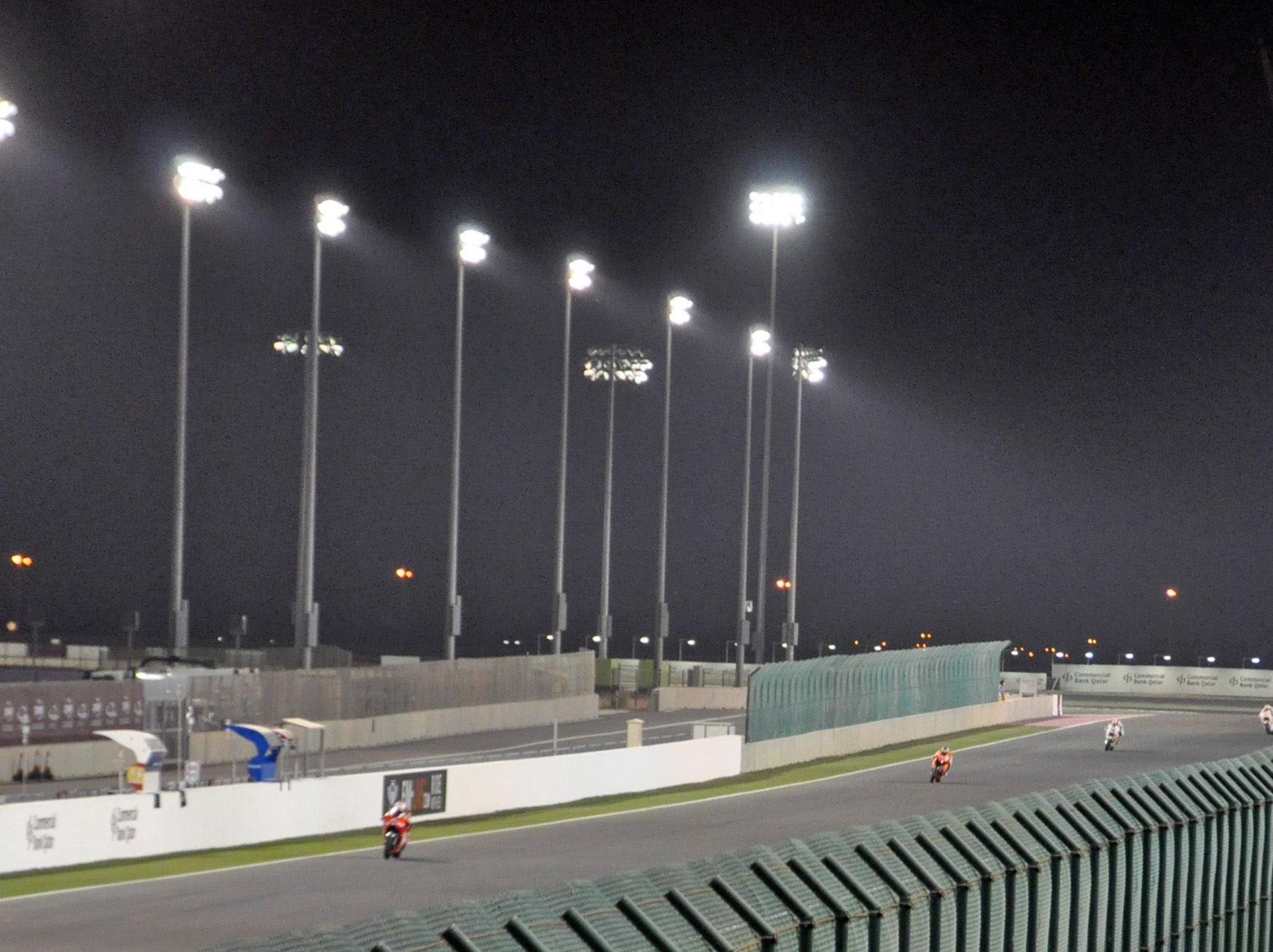
Траса під час Гран-Прі Катару-2008

Проєкт освітлення траси розробила та втілила американська компанія «Musco Lighting». На момент реалізації він став найбільшим у спортивному світі. Над монтажем обладнання працювало приблизно 1 300 працівників. Площа освітленої території відповідає площі 70 футбольних полів, 35 полів для крикету, або 1 300 баскетбольним майданчикам. Всього було встановлено 3 600 джерел світла потужністю 250, 1500 та 2000 Вт, загальним світловим потоком 450 млн. люменів (1200 та 1600 lm). Система освітлення живиться від 44 дизельних генераторів, потужністю 13 мегават кожен, розташованих по периметру траси. Такої кількості світла виявилось би достатньо для освітлення 3 000 приватних будинків, або автомобільної дороги з Дохи до Москви.
Для монтажу світильників було використано 3 тис. тон бетону та 500 км електричних кабелів.
Спершу було освітлено три повороти траси. Для тестування пробного відрізку 13 листопада 2007 року були запрошені гонщики MotoGP Лоріс Капіроссі, Марко Меландрі, Ентоні Вест, Джеймс Тоузленд і Алекс де Анджеліс. При максимальній потужності траса була освітлена «як вдень» і дозволяла навіть виступати у шоломах зі спеціальними сонцезахисними візирами. Тому спочатку яскравість світла були знижена до 40 %, а потім і до 30 %.
Вже 5 лютого 2008 року, під час перших офіційних гоночних тестів MotoGP, траса була освітлена повністю.

#### Критика
Попри ефективність освітлення є й певні недоліки. Зокрема, сучасні технології дозволяють встановити джерела світла, які споживають на 50 % менше енергії. Ще одним негативним моментом є те, що освітлення працює навіть через 12 годин після закінчення змагань, до наступного ранку. Кожен генератор споживає в середньому 1 000 літрів пального на годину.